# Meilleur footballeur tunisien de l'année
Le concours du meilleur footballeur tunisien de l'année est institué par l'agence Tunis Afrique Presse en 2012, via un référendum ouvert aux journalistes sportifs, entraîneurs et techniciens, mais aussi sur son site web pour désigner le meilleur footballeur tunisien de l'année.

## Palmarès

### Par année
| Année | Joueur                                      | Club                                        | Voix                                        |
| ----- | ------------------------------------------- | ------------------------------------------- | ------------------------------------------- |
| 2012  | Youssef Msakni                              | Espérance sportive de Tunis                 | 542                                         |
| 2013  | Fakhreddine Ben Youssef                     | Club sportif sfaxien                        | 643                                         |
| 2014  | Yassine Chikhaoui                           | FC Zurich                                   | 599                                         |
| 2015  | Aymen Abdennour                             | Valencia Club de Fútbol                     | 945                                         |
| 2016  | Taha Yassine Khenissi                       | Espérance sportive de Tunis                 | 629                                         |
| 2017  | Youssef Msakni                              | Al-Duhail SC                                | 731                                         |
| 2018  | Wahbi Khazri                                | AS Saint-Étienne                            | 422                                         |
| 2019  | Anice Badri                                 | Espérance sportive de Tunis                 | 399                                         |
| 2020  | annulé en raison de la pandémie de Covid-19 | annulé en raison de la pandémie de Covid-19 | annulé en raison de la pandémie de Covid-19 |
| 2021  | Ellyes Skhiri                               | FC Cologne                                  | 687                                         |
| 2022  | Aïssa Laïdouni                              | Ferencváros TC                              | 434                                         |
| 2023  | Montassar Talbi                             | FC Lorient                                  | 570                                         |

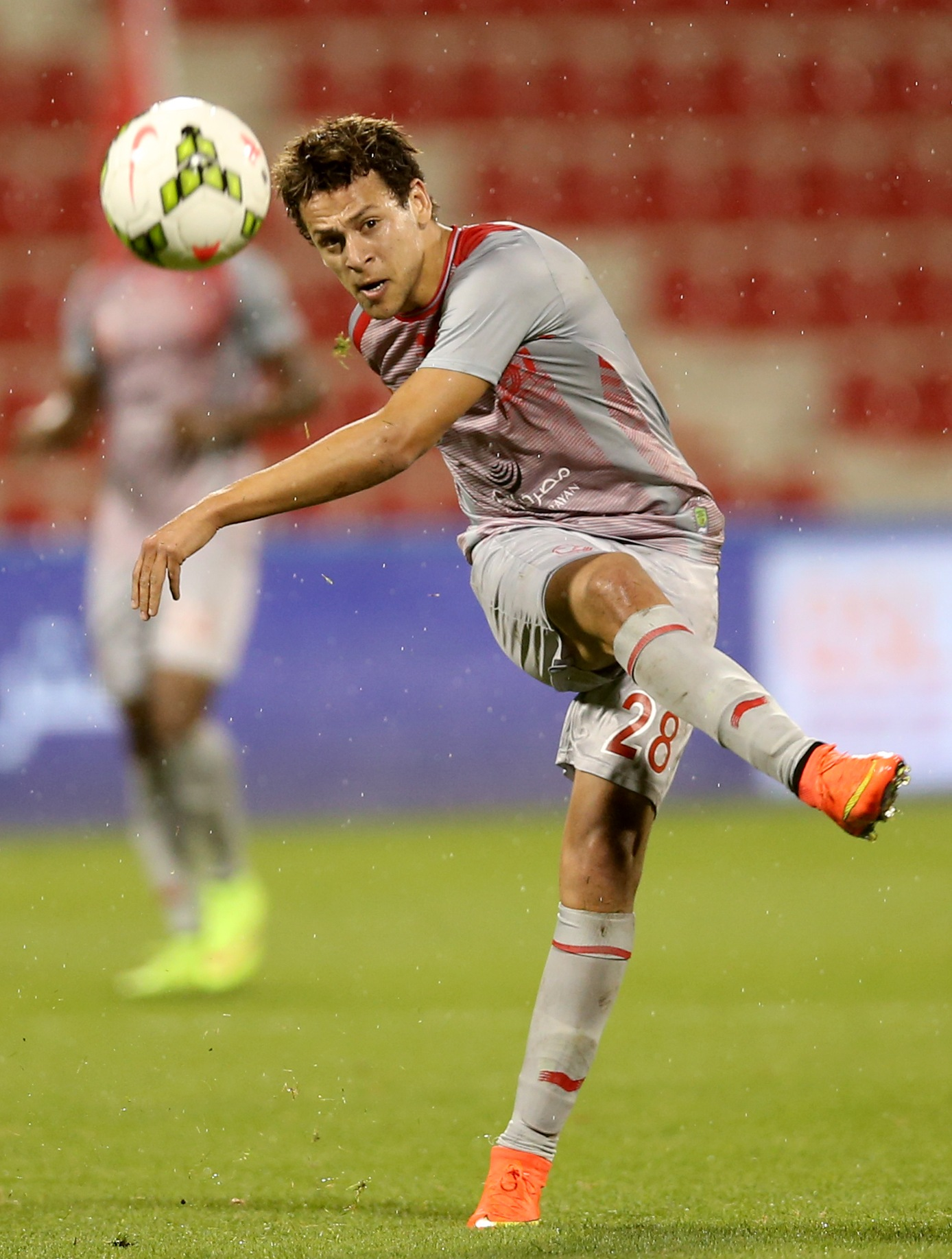
Youssef Msakni, joueur le plus récompensé en 2012 et 2017.
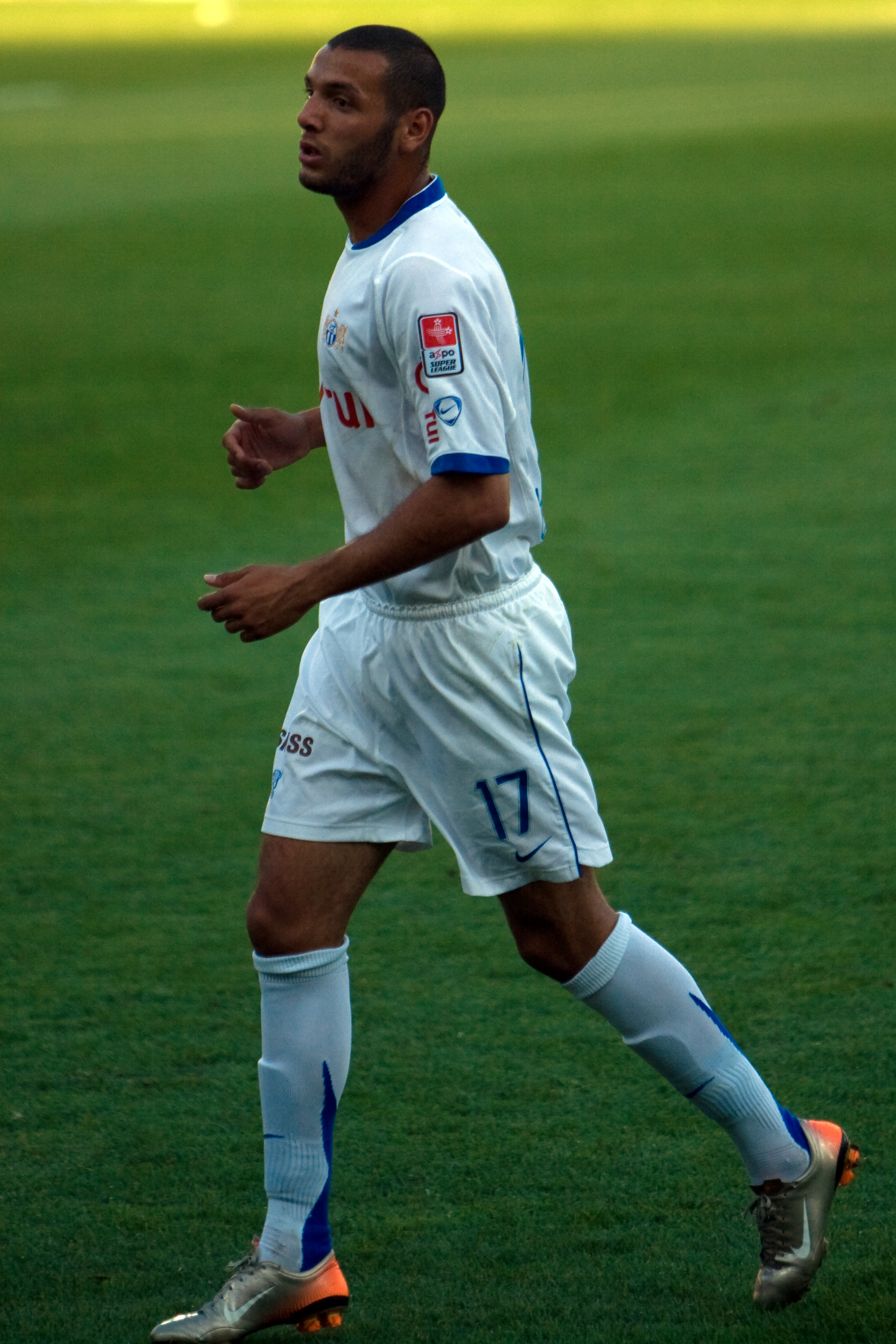
Yassine Chikhaoui, vainqueur du prix en 2014.
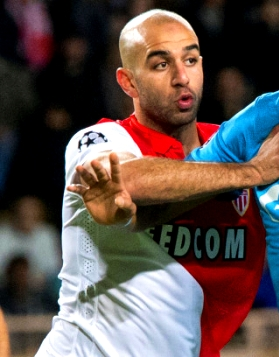
Aymen Abdennour, vainqueur du prix en 2015.
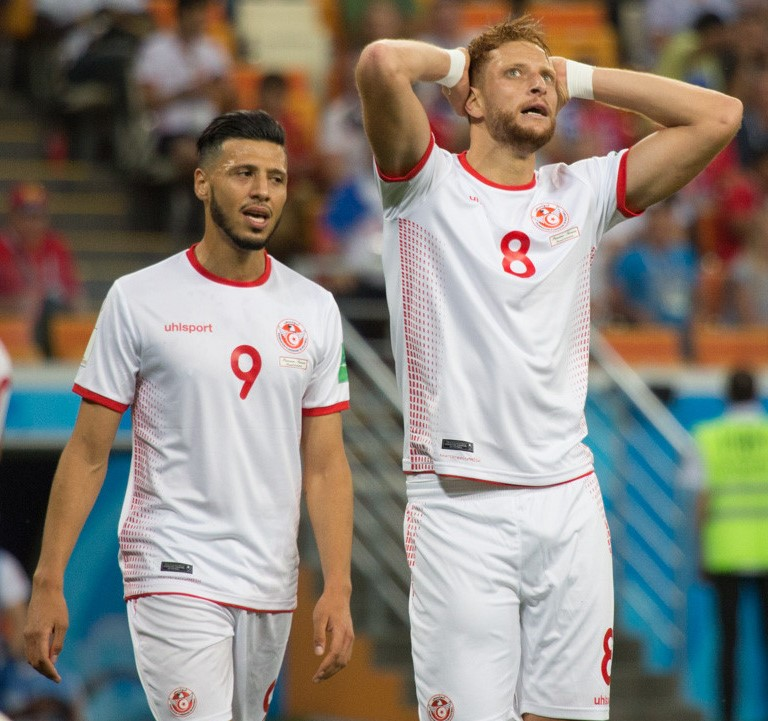
Fakhreddine Ben Youssef (droite) et Anice Badri (gauche), vainqueur du prix en 2013 et 2019.
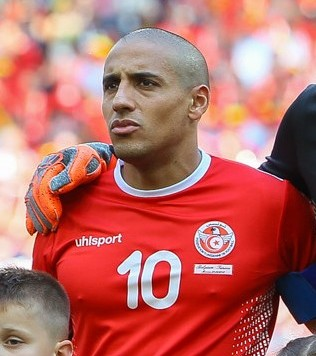
Wahbi Khazri, vainqueur du prix en 2018.
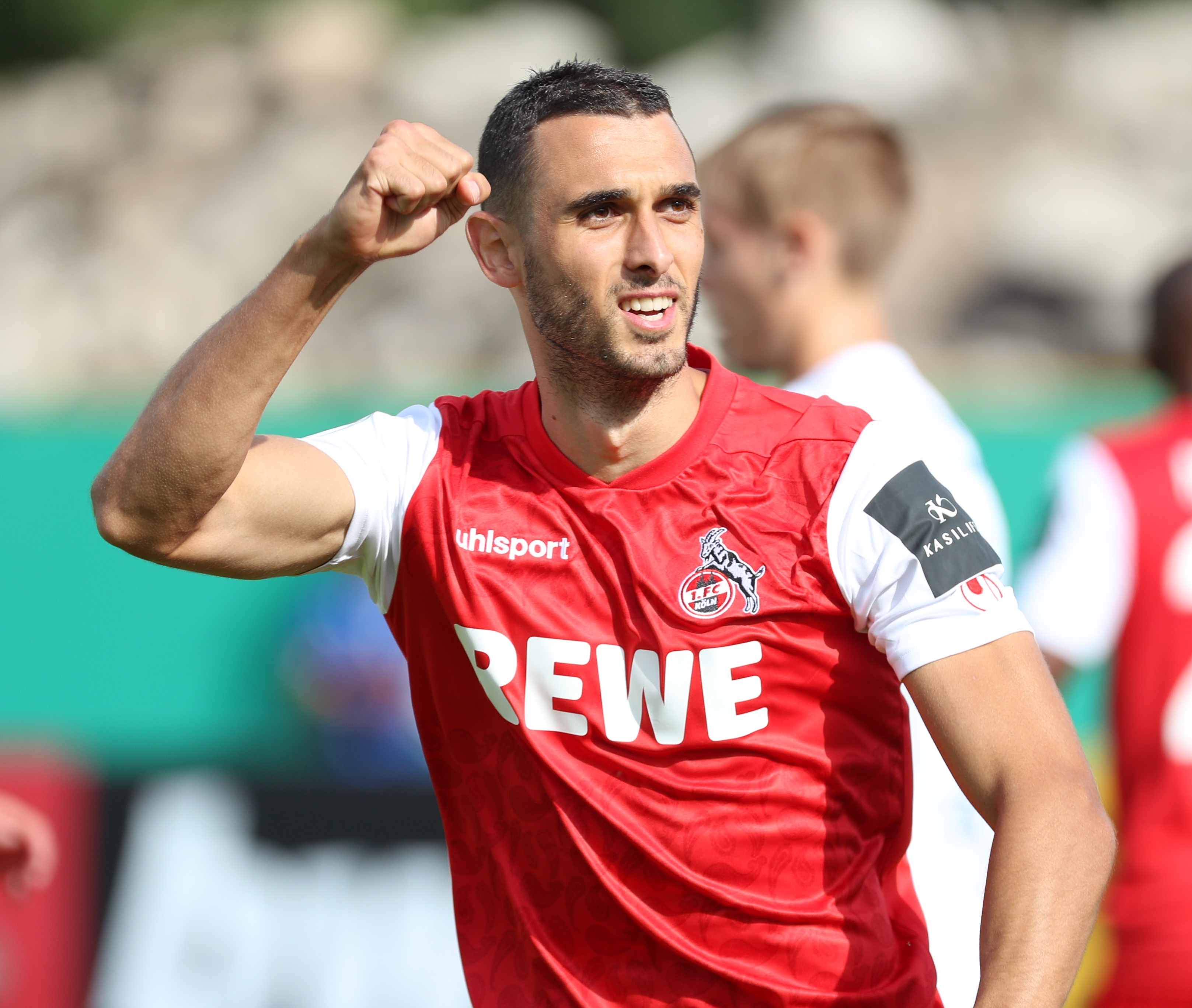
Ellyes Skhiri, vainqueur du prix en 2021.
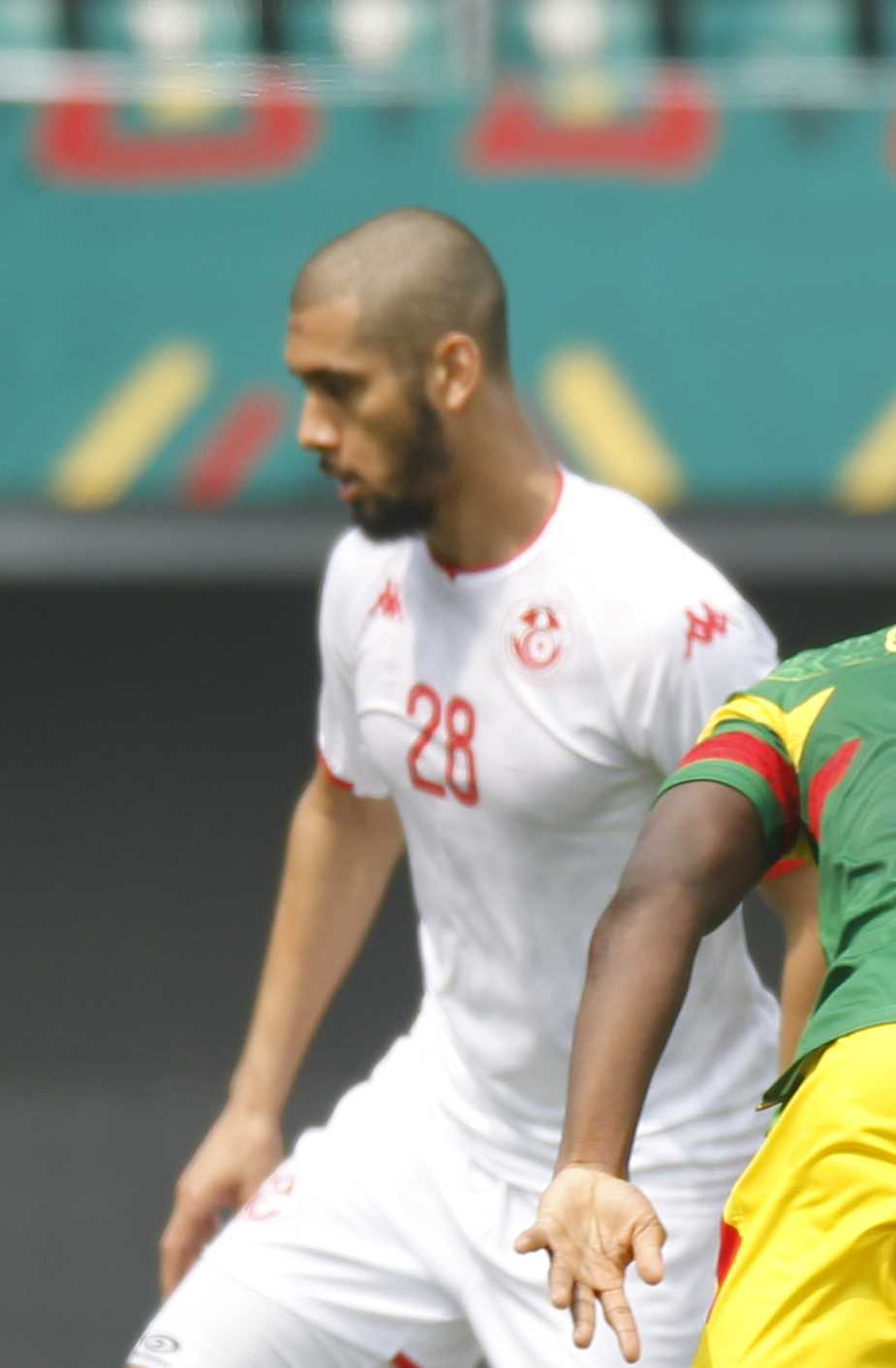
Aïssa Laïdouni, vainqueur du prix en 2022.
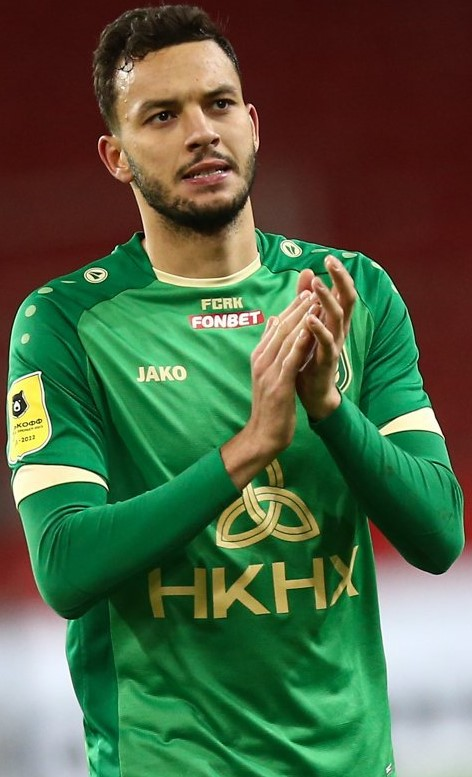
Montassar Talbi, vainqueur du prix en 2023.

### Tableau général
| Année | Rang                                        | Joueur                                      | Club                                        | Voix                                        |
| ----- | ------------------------------------------- | ------------------------------------------- | ------------------------------------------- | ------------------------------------------- |
| 2012  | 1er                                         | Youssef Msakni                              | Espérance sportive de Tunis                 | 542                                         |
| 2012  | 2e                                          | Aymen Abdennour                             | Toulouse Football Club                      | 537                                         |
| 2012  | 3e                                          | Saber Khalifa                               | Thonon Évian Grand Genève                   | 382                                         |
| 2012  | 4e                                          | Chedi Hammemi                               | Club sportif sfaxien                        | 280                                         |
| 2013  | 1er                                         | Fakhreddine Ben Youssef                     | Club sportif sfaxien                        | 643                                         |
| 2013  | 2e                                          | Ahmed Akaichi                               | Espérance sportive de Tunis                 | ?                                           |
| 2013  | 3e                                          | Adem Rejaibi                                | Club athlétique bizertin                    | ?                                           |
| 2013  | 4e                                          | Ferjani Sassi                               | Club sportif sfaxien                        | ?                                           |
| 2013  | 5e                                          | Alaya Brigui                                | Étoile sportive du Sahel                    | ?                                           |
| 2014  | 1er                                         | Yassine Chikhaoui                           | FC Zurich                                   | 599                                         |
| 2014  | 2e                                          | Fakhreddine Ben Youssef                     | Club sportif sfaxien                        | 590                                         |
| 2014  | 3e                                          | Ferjani Sassi                               | Club sportif sfaxien                        | 583                                         |
| 2014  | 4e                                          | Wahbi Khazri                                | FC Girondins de Bordeaux                    | 553                                         |
| 2014  | 5e                                          | Hocine Ragued                               | Espérance sportive de Tunis                 | 339                                         |
| 2015  | 1er                                         | Aymen Abdennour                             | Valencia Club de Fútbol                     | 945                                         |
| 2015  | 2e                                          | Aymen Mathlouthi                            | Étoile sportive du Sahel                    | 791                                         |
| 2015  | 3e                                          | Saber Khalifa                               | Club africain                               | 636                                         |
| 2015  | 4e                                          | Ali Maaloul                                 | Club sportif sfaxien                        | 553                                         |
| 2015  | 5e                                          | Saad Bguir                                  | Espérance sportive de Tunis                 | 519                                         |
| 2016  | 1er                                         | Taha Yassine Khenissi                       | Espérance sportive de Tunis                 | 629                                         |
| 2016  | 2e                                          | Hamza Lahmar                                | Étoile sportive du Sahel                    | 622                                         |
| 2016  | 3e                                          | Mohamed Amine Ben Amor                      | Étoile sportive du Sahel                    | 594                                         |
| 2016  | 4e                                          | Saber Khalifa                               | Club africain                               | 360                                         |
| 2016  | 5e                                          | Ali Maaloul                                 | Al Ahly SC                                  | 277                                         |
| 2017  | 1er                                         | Youssef Msakni                              | Al-Duhail SC                                | 731                                         |
| 2017  | 2e                                          | Ali Maaloul                                 | Al Ahly SC                                  | 646                                         |
| 2017  | 3e                                          | Taha Yassine Khenissi                       | Espérance sportive de Tunis                 | 452                                         |
| 2017  | 4e                                          | Mohamed Amine Ben Amor                      | Étoile sportive du Sahel                    | 423                                         |
| 2017  | 5e                                          | Yassine Meriah                              | Club sportif sfaxien                        | 343                                         |
| 2018  | 1er                                         | Wahbi Khazri                                | AS Saint-Étienne                            | 422                                         |
| 2018  | 2e                                          | Anice Badri                                 | Espérance sportive de Tunis                 | 407                                         |
| 2018  | 3e                                          | Naïm Sliti                                  | Dijon Football Côte-d'Or                    | 392                                         |
| 2018  | 4e                                          | Firas Chaouat                               | Club sportif sfaxien                        | 270                                         |
| 2018  | 5e                                          | Mohamed Amine Ben Amor                      | Al-Ahli SC Djeddah                          | 260                                         |
| 2019  | 1er                                         | Anice Badri                                 | Espérance sportive de Tunis                 | 399                                         |
| 2019  | 2e                                          | Wahbi Khazri                                | AS Saint-Étienne                            | 355                                         |
| 2019  | 3e                                          | Yassine Chamakhi                            | Club africain                               | 280                                         |
| 2019  | 4e                                          | Ellyes Skhiri                               | Montpellier Hérault Sport Club              | 238                                         |
| 2019  | 5e                                          | Wajdi Kechrida                              | Étoile sportive du Sahel                    | 197                                         |
| 2020  | annulé en raison de la pandémie de Covid-19 | annulé en raison de la pandémie de Covid-19 | annulé en raison de la pandémie de Covid-19 | annulé en raison de la pandémie de Covid-19 |
| 2021  | 1er                                         | Ellyes Skhiri                               | FC Cologne                                  | 687                                         |
| 2021  | 2e                                          | Wahbi Khazri                                | AS Saint-Étienne                            | 483                                         |
| 2021  | 3e                                          | Ali Maaloul                                 | Al Ahly SC                                  | 441                                         |
| 2021  | 4e                                          | Aïssa Laïdouni                              | Ferencváros TC                              | 331                                         |
| 2021  | 5e                                          | Mohamed Ali Ben Romdhane                    | Espérance sportive de Tunis                 | 325                                         |
| 2022  | 1er                                         | Aïssa Laïdouni                              | Ferencváros TC                              | 434                                         |
| 2022  | 2e                                          | Ellyes Skhiri                               | FC Cologne                                  | 379                                         |
| 2022  | 3e                                          | Mohamed Ali Ben Romdhane                    | Espérance sportive de Tunis                 | 290                                         |
| 2023  | 1er                                         | Montassar Talbi                             | FC Lorient                                  | 570                                         |
| 2023  | 2e                                          | Aïssa Laïdouni                              | Union Berlin                                | 522                                         |
| 2023  | 3e                                          | Ellyes Skhiri                               | Eintracht Francfort                         | 503                                         |

## Répartition des gagnants

### Par championnat
| Rang | Championnat         | Nombre de victoires | Années                 |
| ---- | ------------------- | ------------------- | ---------------------- |
| 1    | Ligue 1 Pro         | 4                   | 2012, 2013, 2016, 2019 |
| 2    | Ligue 1             | 2                   | 2018, 2023             |
| 3    | Liga                | 1                   | 2015                   |
| 4    | Super League        | 1                   | 2014                   |
| 5    | Qatar Stars League  | 1                   | 2017                   |
| 6    | Bundesliga          | 1                   | 2021                   |
| 7    | Nemzeti Bajnokság I | 1                   | 2022                   |

### Par club
| Rang | Club                        | Nombre de victoires | Années           |
| ---- | --------------------------- | ------------------- | ---------------- |
| 1    | Espérance sportive de Tunis | 3                   | 2012, 2016, 2019 |
| 2    | Club sportif sfaxien        | 1                   | 2013             |
| 3    | FC Zurich                   | 1                   | 2014             |
| 4    | Valencia Club de Fútbol     | 1                   | 2015             |
| 5    | Étoile sportive du Sahel    | 1                   | 2016             |
| 6    | Al-Duhail SC                | 1                   | 2017             |
| 7    | AS Saint-Étienne            | 1                   | 2018             |
| 8    | FC Cologne                  | 1                   | 2021             |
| 9    | Ferencváros TC              | 1                   | 2022             |
| 10   | FC Lorient                  | 1                   | 2023             |